# Judith Ford
Pour les articles homonymes, voir Ford (homonymie).
Judith Anne Ford Nash, née le 26 décembre 1949 dans le comté d'Iowa en Iowa aux États-Unis, est couronnée Miss comté de Boone en 1968, puis Miss America 1969.

## Source de la traduction
- (en) Cet article est partiellement ou en totalité issu de l’article de Wikipédia en anglais intitulé « Judith Ford » (voir la liste des auteurs).